# Псковский колхозник
«Псковский колхозник» — областная, городская, районная псковская газета, выходившая в период с 1 марта 1930 по 3 июля 1941 года. Образована в результате слияния двух других периодических изданий — «Псковский набат» и «Псковский пахарь». Прекращение выхода газеты связано с оккупацией Пскова войсками нацистской Германии и её союзников в годы Великой Отечественной войны.

## История
«Псковский колхозник» был учреждён 1 марта 1930 года и объединил в себе два существовавших до него издания — «Псковский набат» и «Псковский пахарь». Изначально газета была ежедневной и выходила четыре раза в пять дней, с августа 1930 года издание сократило периодичность до одного раза в два дня. С февраля 1931 года газета вновь стала ежедневной.

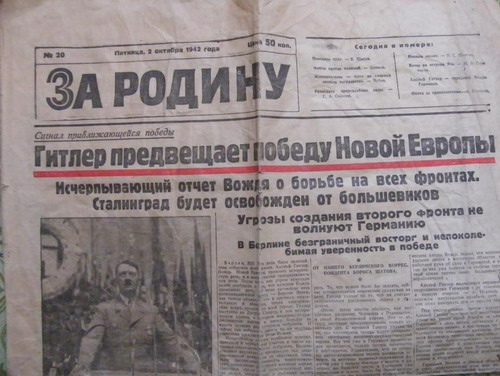
В годы ВОВ вся редакция «Псковского колхозника» перешла в оккупационное СМИ «За родину».

В 1935 году «Псковский колхозник» стал официальным печатным органом Псковского округа.
На страницах «Псковского колхозника» регулярно печатались историки-краеведы А. И. Васильев и А. Н. Галацер (псевдоним — Черницкий).
1 октября 1940 года в связи с реорганизацией округа газета приостановила выпуск номеров и 26 декабря вышла под новым названием «Псковская правда», которое затем изменилось на «Псковский рабочий».
Последний номер «Псковского рабочего» был издан 3 июля 1941 года, после чего выпуск был прекращён в связи с немецкой оккупацией. По утверждению историка Бориса Ковалёва, «газета „Псковский колхозник“ вместе со своим главным редактором Петровым в полном составе перешла на сторону немцев», в частности, Анатолий Петров (Ф. Т. Лебедев), стал главным редактором оккупационной немецкой газеты «За родину».
В 1943 году Псковский межрайонный подпольный партийный центр наладил выпуск газеты «Псковский колхозник».
5 ноября 1944 года вышел первый номер областной газеты «Псковская правда», которая стала преемником «Псковского колхозника» и выходивших до него изданий.

## Тематика материалов
- освещение повседневной жизни Пскова
- переустройство сельского хозяйства
- сообщения о ходе коллективизации
- льноводство
- «вредительство», борьба с «врагами народа»